# Débaptisation
Dans le christianisme, la démarche de débaptisation, ou sortie de l'Église, consiste à demander la suppression de son nom des registres paroissiaux afin de ne plus être compté comme membre d'une Église. Elle concerne essentiellement des personnes ayant été baptisées contre leur gré alors qu'elles étaient enfants ou ne souhaitant plus être associées à l'Église dans laquelle elles ont été baptisées, mais également des athées, agnostiques ou déistes, ou encore des personnes souhaitant changer de religion. La débaptisation est considérée par l'Église catholique comme une formalisation de l'apostasie, même dans le cas où l'individu ayant été baptisé enfant n'a jamais partagé la foi chrétienne.
De 1983 à 2009, l'apostasie a été reconnue par l'Église catholique sous le terme d'« actus formalis defectionis ab Ecclesia catholica ». Toutefois, depuis 2009, l'Église catholique ne reconnaît plus de moyen formel unique de renoncer à son baptême,,,. Les modalités varient donc selon le pays concerné et la jurisprudence applicable. Ainsi, en Belgique, l'effacement des registres est une obligation en vertu de l'interprétation locale du RGPD. En France, le conseil d'État en a décidé autrement. Une mention précise simplement que la personne « a demandé à ne plus faire partie de l'Église catholique » mais le baptême reste inscrit dans les registre paroissiaux,. Le requérant reçoit en outre un document du diocèse lui signifiant la nullité des effets juridiques de son baptême et qu'il ne sera plus délivré de copie des actes liés au baptême si quelqu'un le demande.

## Motivations
La débaptisation peut être une forme de protestation visant à désavouer des prises de positions de responsables religieux.
Par exemple, à la suite des déclarations du pape Jean-Paul II en 1996 qualifiant la France de « fille aînée de l'Église », certains Français ont demandé leur radiation des registres baptismaux, refusant d'être comptabilisés comme catholiques. Les prises de positions controversées de Benoît XVI vis-à-vis de la sexualité ou des autres religions[réf. nécessaire], ainsi que le dialogue avec la Fraternité sacerdotale Saint-Pie-X ou les affaires de pédophilie dans l'Église catholique, ont provoqué de nouvelles requêtes de débaptisation de catholiques tenant à s'en démarquer,. Les estimations sont difficiles, mais selon le journal Libération, il y aurait environ 2000 demandes par an, d'autres sources citant plutôt le chiffre du millier, sans que ces chiffres ne soient vérifiables.
Certains chrétiens désirent être radiés des registres de leur Église d'origine lorsqu'ils rejoignent une autre Église ou communauté ecclésiale, même si cette dernière n'exige pas une telle démarche.
Cette démarche, qui peut être entreprise individuellement, que l'on ait été baptisé selon le rite catholique, anglican, protestant ou orthodoxe, est aussi encouragée entre autres par des organisations anticléricales ou libertaires, ainsi que par le mouvement raëlien.

## Modalités
En ce qui concerne l'Église catholique, la demande s'effectue uniquement par lettre datée et signée, accompagnée d'une photocopie d'une pièce d'identité (portant la même signature), adressée à l'évêché dont dépend la paroisse du baptême. Il faut indiquer le nom de la paroisse où a eu lieu le baptême, et la date approximative, si on connaît ces indications ; ainsi que le nom de naissance de la mère (cela est utile dans certains cas). Mais il est inutile d'écrire à la paroisse du baptême qui ferait simplement suivre la demande à l'évêché : c'est une source de complications et de confusions. Le curé de la paroisse du baptême porte, dans le Registre des Baptêmes, la mention de l'apostasie. L'évêché envoie ensuite une attestation au demandeur. 

### France
En général, l'Église catholique se contente d'apposer une mention d'apostasie en marge du registre de baptême, sans supprimer le nom du registre. La cour d'appel de Caen ainsi que la Cour de cassation ont validé cette pratique,,. Cependant, la mise en application du RGPD pourrait remettre en question cette pratique.

## Conséquences religieuses
Du point de vue de l'Église catholique, cette démarche administrative constitue un acte grave d'apostasie, de schisme ou d'hérésie selon le cas.
Le sacrement du baptême est considéré comme "ineffaçable" par les Églises, le code de droit canon de 1983 prévoyant dans son canon 849 le caractère indélébile du baptême. En effet, par le baptême — comme dans tous les autres sacrements —, c'est Dieu qui agit. Un apostat qui reviendrait à la foi chrétienne ne sera pas « rebaptisé » s'il avait été baptisé validement (quelle que soit l'Église ou la communauté ecclésiale dans laquelle le baptême a été conféré). En d'autres termes, quelles que soient les mentions qu'on pourrait inscrire sur le registre, le baptême reste valide. Le concept de débaptisation est donc totalement vide de sens du point de vue de l'Église qui préfère utiliser les termes de « renonciation au baptême ». 
Cela n'empêche pas que l'Église puisse attacher certains effets à une telle démarche administrative. S'excluant de lui-même de la communauté ecclésiale dans laquelle il a été baptisé, l'apostat n'a plus accès aux sacrements de cette Église ; ne peut être parrain ou marraine de baptême ni de confirmation et ne peut plus bénéficier d'obsèques religieuses. Quant au mariage canonique, celui « de la personne qui a rejeté notoirement la foi catholique » (can. 1071 § 1 no 4 du Code de droit canon) avec un catholique en pleine communion avec son Église est autorisé selon les mêmes critères que ceux applicables à tout non-catholique (can. 1071 § 2 du même Code). Depuis la modification du can. 1117 du Code de droit canon intervenue en 2009, les termes «le catholique ayant quitté l'Église catholique par un acte formel» ont été retirés de ce canon qui concerne les conditions de forme du mariage.

## Conséquences civiles
En France, du fait de la loi de 1905 (dite « loi de séparation des Églises et de l'État ») cette démarche est sans incidence civile, puisque la laïcité garantit que le lien d'appartenance religieuse n'a en lui-même aucune valeur légale aux yeux de l'État : l'État garantit à tout citoyen, croyant ou non-croyant, son droit à disposer de lui-même. Il n'en serait autrement que dans le cas d'affiliation formelle à une association cultuelle (ce qui est pratiqué par certaines dénominations protestantes).
Dans certains autres pays comme l'Allemagne, l'Autriche et les pays scandinaves ou dans de nombreux cantons suisses, cependant, le statut de fidèle a des conséquences juridiques (obligation juridique de contribution financière, notamment, via la fiscalité). La manière de « quitter » les Églises ou autres entités religieuses est alors réglée par la loi afin de garantir la liberté religieuse (cf. « Sortie de l'Église »).

## Conséquences juridiques
La Commission nationale de l'informatique et des libertés avait validé dans un avis du 3 décembre 1991 le dispositif aux termes duquel une mention marginale était ajoutée sur le registre de baptême, estimant d'une part que les informations contenues dans le registre de baptême n'étaient ni inexactes ni périmées, et qu'elles traduisaient un fait historique réel, et d'autre part que le droit d'accès et de rectification aux données concernant les personnes, prévu par l'article 27 de la loi du 6 janvier 1978, avait été respecté en l'espèce par la mention marginale apposée sur l'acte.
D'un point de vue juridique, la question revient à s'interroger sur la manière dont l'État peut intervenir dans l'organisation des religions, en particulier au regard de l'article 1er de la loi du 9 décembre 1905 (dite loi de séparation) garantissant le libre exercice des cultes. Or, de ce point de vue, le droit français considère qu'il existe une présomption de licéité de l'acte religieux, considérant même que l'appréciation d'une fonction cultuelle n'appartient pas aux juridictions civiles. De son côté, la Cour européenne des Droits de l'homme a estimé que le droit à la liberté religieuse suppose le droit des fidèles de s'organiser en communautés et de fonctionner sans ingérence arbitraire de l'État. Selon le Conseil d'État, il revient à celui-ci d'« assurer une application libérale du texte de séparation, en veillant à la mise en œuvre du principe de libre exercice des cultes, sous réserve des restrictions exigées par l'ordre public, ainsi qu'au respect des règles d'organisation de ces cultes. ». 
La justice civile a eu l'occasion de se pencher sur la débaptisation, et en particulier sur la demande de radiation de la mention du nom de la personne demandant sa débaptisation des registres paroissiaux. Pour faire droit à sa demande, il était fait état d'une part d'une atteinte à la vie privée au titre de l'article 9 du code civil, et d'autre part du non-respect des obligations relatives à la loi du 6 janvier 1978 Informatique et Liberté pour la tenue de fichier. La Cour de Cassation confirme dans un arrêt du 19 novembre 2014 la position de la Cour d'appel de Caen de 2013 (Caen, 1re civ., 10 septembre 2013, no 11/03427) en considérant qu'aucun comportement fautif attentatoire à la vie privée n'était imputable aux autorités religieuses, ensuite parce que les données à caractère religieux n'étaient accessibles qu'aux membres appartenant à l'Église et non aux tiers. Cette décision valide ainsi la pratique mise en place par l'Église catholique de porter une mention en marge du registre des baptêmes, sans pour autant rayer la mention du baptême dudit registre. 
Dans un autre arrêt du 23 septembre 2015 (Cass. civ. 1, 23 septembre 2015, no 14-23.724), la Cour de cassation considère que la question du conflit parental relatif au baptême de l'enfant relève du juge aux affaires familiales. Le choix de la religion d'un enfant est un des attributs de l'autorité parentale et relève d'une co-décision parentale. Dans sa décision, la Cour estime qu'en cas de conflit d'autorité parentale relatif au baptême des enfants, celui-ci doit être tranché en fonction du seul intérêt de ces derniers. Cette solution est différente de celle retenue par le droit canonique, spécialement dans le canon 868 disposant qu'il suffit que l'un des parents au moins y consente pour que le baptême d'un enfant soit licite.
Dans une décision du 14 octobre 2014 (no 13/04353), la Cour d'appel de Lyon estime que « le baptême est un sacrement, un acte religieux qui n'a aucun effet civil », et qu'en conséquence, refuse d'ordonner la « débaptisation » de l'enfant.
Les décisions précédentes étant antérieures au Règlement général sur la protection des données, l'Autorité de protection des données belge a jugé recevable en décembre 2023 une demande de suppression complète du registre sur la base du droit à l'effacement prévu à l'article 17 du RGPD. Cette décision faisant jurisprudence dans tout l'Espace économique européen.